# 任我行 (馬)
任我行（英語：Chefano，來港前稱，前譯「牧童」），是一匹曾在南非和香港出賽的已退役賽駒，來港後先後由苗禮德、約翰摩亞、大衛希斯、蘇保羅和鄭俊偉訓練。

## 簡介
來港前，「任我行」一直在南非出賽，角逐過兩場分級賽。其後，「任我行」被運來香港服役，加盟苗禮德馬房。
2019年3月17日，「任我行」於香港首次出賽。
2019年6月12日，「任我行」從苗禮德馬房轉投約翰摩亞馬房。
2020年1月5日，「任我行」打開其在港的勝利之門。
2020年5月3日，蔡明紹策騎「任我行」出戰國際三級賽皇太后紀念盃。賽事中，「任我行」雖曾一度被過頭，但在蔡明紹催策下，馬兒於入直路後便能擺脫「喜蓮騏星」及「鷹雄」的挑戰，並保持佳勢率先衝線，過終點時以二又四分一馬位之先擊敗第二名的「玖寶」奪魁。賽後，蔡明紹說道：「坐騎早段走勢暢順，從容地在前領放，並能一直力拒對手來犯贏馬。」他補充：「我認為『任我行』上仗表現，是一眾摩廄馬中最佳，馬兒本身亦續有進步，我相信坐騎今仗的機會並不比大熱門差。」練馬師約翰摩亞說道：「我早已說『任我行』具有長力，其父系『星運來』服役時曾出爭哩半途程，而今仗『任我行』亦佔負輕磅之利，因此我未有擔心過馬兒今次增程出戰。」他補充：「賽前我反而不太肯定的，是蔡明紹能否令『任我行』能走得暢順，因為他從未騎過此駒，而『任我行』是匹於自六百米處起會往往帶點懶性的馬，因而減慢速度並失位，但今次蔡明紹最終亦能發揮出馬兒的最佳實力，擊敗對手奏凱而回。」
2020年7月16日，隨着練馬師約翰摩亞年屆七十，不獲香港賽馬會延續其練馬師牌照，「任我行」轉投大衛希斯馬房。
2021年2月3日，「任我行」已錄得在加盟大衛希斯馬房後五戰無功，轉投蘇保羅馬房。
2021年5月6日，「任我行」已錄得在加盟蘇保羅馬房後兩戰無功，轉投鄭俊偉馬房。
2021年11月25日，「任我行」轉投鄭俊偉後亦錄得兩戰無功，正式宣告退役，結束其在港的競賽生涯。

## 在港勝出賽事全紀錄
| 比賽日期   | 賽事名稱             | 賽事班次 | 賽道 | 賽事路程 | 比賽馬場 | 名次 | 完成時間 | 騎師   |
| ---------- | -------------------- | -------- | ---- | -------- | -------- | ---- | -------- | ------ |
| 05/01/2020 | 加路連山讓賽         | 第二班   | 草地 | 1800米   | 沙田馬場 | 1    | 1:46.76  | 莫雷拉 |
| 03/05/2020 | 皇太后紀念盃（讓賽） | G3       | 草地 | 2400米   | 沙田馬場 | 1    | 2:27.05  | 蔡明紹 |

## 在港一級賽出賽全紀錄
| 比賽日期   | 賽事名稱         | 賽事班次 | 賽道 | 賽事路程 | 比賽馬場 | 名次 | 完成時間 | 騎師   |
| ---------- | ---------------- | -------- | ---- | -------- | -------- | ---- | -------- | ------ |
| 24/05/2020 | 渣打冠軍暨遮打盃 | G1       | 草地 | 2400米   | 沙田馬場 | 2    | 2:26.17  | 蔡明紹 |
| 13/12/2020 | 浪琴表香港瓶     | G1       | 草地 | 2400米   | 沙田馬場 | 6    | 2:28.60  | 布達德 |

## 在港以外大賽出賽全紀錄
| 比賽日期   | 賽事名稱   | 賽事班次 | 賽道 | 賽事路程 | 比賽馬場     | 名次 | 完成時間 | 騎師  |
| ---------- | ---------- | -------- | ---- | -------- | ------------ | ---- | -------- | ----- |
| 26/11/2017 | 蘇魯王錦標 | G2       | 草地 | 1600米   | 特夫方丹馬場 | 3    | —        | M也尼 |
| 03/03/2018 | 豪登堅尼   | G2       | 草地 | 1600米   | 特夫方丹馬場 | 5    | —        | M也尼 |

## 外部連結
- . 2020-05-03  [2020-05-03].